# Neuville-Ferrières
Neuville-Ferrières – miejscowość i gmina we Francji, w regionie Normandia, w departamencie Sekwana Nadmorska.
Według danych na rok 1990 gminę zamieszkiwały 544 osoby, a gęstość zaludnienia wynosiła 42 osoby/km² (wśród 1421 gmin Górnej Normandii Neuville-Ferrières plasuje się na 425. miejscu pod względem liczby ludności, natomiast pod względem powierzchni na miejscu 211.).